# Crayon Pop
Crayon Pop（韓語：크레용팝，又称：蜡笔团）是2012年7月出道的韓國女子團體，為2011年8月成立的韓國音樂娛樂經紀公司Chrome娛樂所推出的第一組藝人。目前成員為金美 GeumMi、艾琳 Ellin、超娥 ChoA、唯一 Way 等4人（另一前主要成員為昭燏 SoYul）。

## 團體資料

### 團名寓意
團體前身名稱是 Hurricane Pop。
2012年5月18日，更名為 Crayon Pop，取意為：成員們如五彩蠟筆在音樂白紙上揮灑，為音樂增添色彩。改名的原因是鑑於之前311大海嘯（東日本大震災）襲擊日本的餘悸，公司創辦人兼執行長黃賢昌（Hwang Hyun Chang，韓語：황현창）體認到對女團出道前於日本的表演宣傳與活動推展來說，前團名 Hurricane 在觀感上有令日方心理感到不適之虞，深思熟慮後遂親自拍板 Crayon 一詞。
團內無指定隊長，但由於以 GeumMi 的年紀時常在團體中扮演大姊角色之故，屢屢為外界誤認或稱呼其為隊長。

### 團體定位
歌曲及舞蹈风格与一般的女子團體不同，偏向于搞怪风格。

### 粉絲名稱
官方粉絲名稱為「Sketch Book」。

### 應援色
官方應援顏色為青蘋果綠。

### 代表色
每位成員都設定有自己的代表顏色，但螢光棒顏色是以團體應援色的青蘋果綠為主。

## 成員資料
※成員照片請參考個別頁面
| 成員列表       | 成員列表 | 成員列表                  | 成員列表      | 成員列表               | 成員列表 |
| 藝名           | 本名     | 音譯                      | 出生日期      | 出生地                 | 代表色   |
| -------------- | -------- | ------------------------- | ------------- | ---------------------- | -------- |
| GeumMi（：／） |          | 白寶藍（Baek Bo-Ram）     | 1988年6月18日 | 首爾特別市江東區上一洞 | 藍色     |
| Ellin（：／）  |          | 金旼榮（Kim Min-Young）   | 1990年4月2日  | 大邱广域市             | 桃色     |
| ChoA（：／）   | （姊姊） | 許敏真（Heo Min-Jin）     | 1990年7月12日 | 首爾特別市江東區明逸洞 | 紅色     |
| Way（：／）    | （妹妹） | 許敏善（Heo Min-Seon）    | 1990年7月12日 | 首爾特別市江東區明逸洞 | 橙色     |
| 已退出成員     |          |                           |               |                        |          |
| SoYul（：／）  |          | 朴惠慶（Park Hye-Kyeong） | 1991年5月15日 | 首爾                   | 黃色     |

### 成員變遷表
| 成員   |      |      |      |      |      |               |      |
| 成員   | 2012 | 2013 | 2014 | 2015 | 2016 | 2017年5月31日 | 至今 |
| ------ | ---- | ---- | ---- | ---- | ---- | ------------- | ---- |
| GeumMi |      |      |      |      |      |               |      |
| Ellin  |      |      |      |      |      |               |      |
| ChoA   |      |      |      |      |      |               |      |
| Way    |      |      |      |      |      |               |      |
| SoYul  |      |      |      |      |      |               |      |

## 團體經歷

### 出道前
Hurricane Pop 最初的成員為 SeRang ( 韓語：세랑，本名 양세현，音譯 Yang Se Hyeon，即已解散嘻哈女團 Coin Jackson 的隊長 Mari )、GeumMi、Ellin、ChoA 和 SoYul 五人；組團當時經紀公司為求要在競爭激烈的韓國長腿美顏偶像女團大海中脫穎而出，在成員選擇上刻意排除身材高挑外型性感者以塑造出與眾不同的女團路線。之後 SeRang 因為想專注於演戲發展而離開了團體，由於 SeRang 退團，ChoA 的雙胞胎妹妹，活躍於獨立樂團 N.Dolphin 的 Way 被招募加入，而歌手 Bumkey 參與了成員試鏡選拔及聲樂訓練過程。Way 入選後大約僅兩個月的練習，隨即與受訓已超過一年的其他四人以新團名出發。

### 2012年
1月，前身 Hurricane Pop 在中國杭州首次亮相，當時參與一部微電影「咖哩校園」的客串演出，並於電影發表記者會上表演原先預定出道單曲《Bing Bing》。
2月，推出該曲復古Disco造型電腦合成影像MV，而後團員改組。
5月18日，更名為 Crayon Pop，次日晚間在江原道春川市舉辦的「國際和平生命演唱會」中與 SPICA、MBLAQ、BEAST、T-ara、朴正炫 ...... 等團體歌手同台並首度公開獻藝，之後在韓日兩地從事活動表演、節目錄製、MV拍攝等。
7月18日，發行首張數位EP《Crayon Pop 1st Mini Album》。
隔天在韓國 Mnet M Countdown 節目舞台上以主打歌《Saturday Night》正式登場出道。後續因未獲得樂壇太多關注加上唱片音源銷量未達排行榜水準之上，難以參加韓國各大電視音樂現場放送節目的錄影，故無法透過宣傳作品打開知名度，而首張EP在商業上的失利連同兩支MV高昂的製作費用亦一度讓經紀公司資金幾乎耗盡。
8月23日，飛往日本東京，24日至26日三天分別在台場 VenusFort、原宿 JOL、土浦 AEON 舉辦粉絲見面會，日迷反應出奇熱烈，活動尾聲並演唱新歌《1，2，3，4》日文版。
10月24日，發行數位單曲《Dancing Queen》，歌詞描述星期五夜晚一個孤寂少女在月光下抒情獨舞，編曲則是在小號襯托中帶有激勵感明亮旋律的電子舞曲；同時為區隔其他女團以求突破，在造型上一反其道捨棄更吸睛衣裝而選擇寬鬆運動服，舞蹈表現改採搞怪玩鬧風並加入抬腳踢腿等大動作，然而成績未見起色，可上節目屈指可數，新作推展難以為繼，成員們也陷入困頓之境。
為展現對音樂永不放棄的決心，於是成員們便開始了「街頭突擊」式的表演，在捷運站、地下街、商圈廣場、店家門口前 ...... 等處，都是 Crayon Pop 當時尋求曝光的活動舞台，地點遍及首爾市大學路、明洞、東大門、新村、弘大、江南站和日本等共進行了200多場以《Dancing Queen》為主打曲目的街頭游擊表演。舉著自製宣傳看板於大冬天裡穿梭在熙攘鬧區街道馬路上尋找到合適場地後，無懼周遭路人投以異樣眼光，團員們身著運動服於寒風低溫中在簡易音響伴奏下便展開勁歌熱舞於咫尺大眾之前，隨後離開另覓下一地點。此種街頭即興表演方式在當時令好奇圍觀人群感到相當新鮮有趣，而 Crayon Pop 的熱情感染力與奮鬥精神也開始吸引一票死忠歌迷「POP大叔」自發性跟隨應援並效仿其運動服裝扮，粉絲群由此逐漸累積形成且青壯年男性為數者眾，和其他偶像藝人團體的粉絲以年輕族群為主形成強烈對比。因此出道至今便維持以街頭突擊表演為主要宣傳方式，運動服也成為 Crayon Pop 的鮮明特色，有別於其他K-pop女團的華麗行頭。於此時期歌曲以Disco流行舞曲風格的《Saturday Night》（復古電音舞蹈MV）、《Bing Bing》（日本大阪取景MV）和《Dancing Queen》（無預算未拍MV）為主；隨後發想出“學生太妹”概念風格並將之導入於作品形象和新編於舞蹈表演當中，以學院風制服配短裙運動褲學生樣結合太妹跩酷的表情及肢體動作也增添了與先前青春活潑少女不同定位的新樣貌。

### 2013年
1月5日，Crayon Pop 在日本東京澀谷 O-EAST 舉行的 K-POP COVER DANCE FES “DREAM ON! Vol.7”當中客串表演三曲。
1月6日，在澀谷 VUENOS 舉辦第一次迷你演唱會；由於此前門票開賣一小時內便售罄，應大批向隅歌迷要求經紀公司承諾擇日加辦另一場小型演唱會。
1月25日舞台回歸，Crayon Pop 開始以宣傳《Bing Bing》混音版為主，人物設定從青春少女轉換成學生太妹，舞蹈風格相較之前大幅度個性化，呈現出傲睨態度的酷感帥氣，原曲中段饒舌部分也改以電音及墨鏡機器人舞取代；而在街頭表演與少數獲邀登台的音樂放送節目的錄影現場也經常伴隨著大批POP粉絲佐以吶喊加油口號聲四起，成為另類焦點。
2月22日，在大阪 ESAKA MUSE 舉辦了大阪首次迷你演唱會。翌日，關西最大規模的 K-POP 翻唱舞蹈活動 Osaka Seoul Beat!!（OSB）vol.3 在大阪 BIGCAT 舉行，Crayon Pop 也以特別來賓的身分加入和來自日韓兩地的舞團、歌手、DJ、VJ同場演出。
3月20日，再回到東京澀谷 O-WEST 舉辦第二次迷你演唱會，三次迷你演唱會單日午晚兩場門票盡皆售罄。之後因新單曲的籌備製作略為休息調整一小段時間。
5月19日，又到東京澀谷 O-WEST 舉辦第三次迷你演唱會，日迷熱情不減門票銷售一空。
6月8日，Crayon Pop 在東大門 Migliore 戶外舞台上有一場公開表演活動，除了原有三首歌與台下粉絲互動熱絡之外，現場也首度於眾人面前以全新造型帶來最新單曲的暖身預演，團員們的代表作品：《Bar Bar Bar》。
6月20日，推出新單曲，Crayon Pop 以節奏感強烈的《Bar Bar Bar》輕快可愛洗腦曲風加上佩戴安全帽造型的「直列五汽缸舞」開始席捲韓國樂壇，让她们人气大增。
6月13日，首波故事版MV釋出，一周後單曲發行。
6月22日，在 MBC 的音樂現場節目 Show! Music Core 中登台表演，隔天發布以超低預算在廢棄遊樂園（Yongma Land，韓語：용마랜드）製拍的舞蹈版MV，《Bar Bar Bar》在宣傳初期並未獲得廣大樂迷重視，直至7月因極具特色的服裝和編舞受到矚目才逐漸紅遍韓國大街小巷，並創造網路高點擊聲量、吸引海外傳媒關注與掀起連串的翻唱模仿風潮，一時之間圈粉無數，音源榜也從百名以外逐步竄升至第一名，被韩国网友形容為繼 PSY 的《江南style》和《Gentleman》后，第3首人气搞怪舞曲；而「直列五汽缸舞」也有如承襲了從 Super Junior「搓手舞」到 PSY「騎馬舞」的韓流狂熱，成為全球性舞蹈。韓、日、英、美、澳 ...... 等各國的多家平面媒體、電視頻道、音樂網站亦相繼撰文報導此一熱潮現象，知名者如時代雜誌、經濟學人、華爾街日報、告示牌、MTV、ABC（美）、SBS（澳）......，除述說作品面所呈現的：獨特卻不失可愛的服裝造型、簡單又容易上癮的旋律節拍、有趣且充滿活力的創意舞蹈之外，也探討 Crayon Pop 有別於現有性感魅力女團的定位、非豪門公司背景的獨立音樂製作、低迷時走向街頭表演的成長過程、跳脫流行樂以青少年為中心的歌迷樣態，使得樂團的形塑發展不受刻板框架所侷限仍能獲致今日的成功。
8月13日，隨著《Bar Bar Bar》在多項流行音樂排行榜如 Gaon、Billboard K-Pop ...... 取得佳績之後，Chrome Entertainment 宣布與韓國 Sony Music 簽訂國內外唱片發行合約以拓展全球市場，源於 Sony Music 高層看見了 Crayon Pop 的獨特性和未來潛力。
9月9日，發表帶有向 PSY 致敬意味的《Bar Bar Bar》全球版MV。
9月27日，Crayon Pop 發行首張迷你專輯《The Streets Go Disco》與推出《Dancing Queen 2.0》MV。
10月30日，在首爾上岩洞 Nuridream Square 舉辦第一次名為 POPCON 的演唱會：1st POPCON in Seoul，免費開放入場並邀請到 Bumkey、MYNAME、100% 和 The SeeYa 作為特別來賓。
11月上旬，Sony Music 贊助她們為期一周的澳洲雪梨之旅，在那裏舉辦兩場演出和粉絲簽名活動並出現在包括 SBS 等多個電視節目中，也在雪梨歌劇院外樓梯區進行街頭突擊表演。
11月15日，在東京台場 Divercity Tokyo 舉辦了第二次 POPCON 演唱會：2nd POPCON in Tokyo，2,000多名歌迷、約30家媒體（NHK、富士、朝日、東京電視台 ......）和200名娛樂圈代表（Horipro堀製作、日本Sony音樂、環球音樂、Tower Records ......）齊聚這場免費盛宴。
11月22日，Crayon Pop 參加在香港舉辦的 Mnet 亞洲音樂大獎（MAMA）典禮，獲得最佳新人組合獎，並和挪威兄弟二人組 Ylvis 於舞台上合作表演《Bar Bar Bar》；翌日下午在觀塘apm商場有握手會與粉絲交流，晚間則是在太平山山頂廣場前街頭突擊表演。知名度大開的五人也因為此曲受到美國流行樂天后 Lady Gaga 的欣賞進而獲邀在隔年6月擔任其北美巡迴演唱會“artRAVE: The ARTPOP Ball”的開場表演，臺灣演藝圈雙胞胎團體左左右右也因模仿此曲舞蹈並上傳到 YouTube 締造破百萬觀看次數後多次受邀參演於美國電視脫口秀節目《艾倫秀》（The Ellen DeGeneres Show）。
11月26日，發行單曲《Lonely Christmas》，曲風結合放克（Funk）和Disco音樂，編舞則是充滿卡通感的趣味可愛，抖腿舞為主要特色；而在MV中依舊可見安全帽與運動服的招牌元素，應景的紅綠色緞帶禮物服裝造型，歌曲推出後在排行榜上也取得不錯的成績。

### 2014年
2月5日，與韓國男歌手金章勳 ( Kim Jang Hoon，韓語：김장훈 ) 為「韓國消防員專案」共同合作發表向消防員致敬公益單曲《HERO》並出席在首爾中區新聞中心舉行的記者會，音源所得則捐贈給韓國消防防災廳用於因公殉職的消防員遺屬和子女獎學金；而由市政官員、消防員及其家屬所參加的免費慈善演唱會於16日在京畿道水原市亞洲大學室內體育館舉辦。
3月21日，決定應邀加入歌后 Lady Gaga 的演唱會擔任開場嘉賓，Lady Gaga 在推特上同時宣布此一消息；儘管 Gaga 希望 Crayon Pop 參與北美巡演的29場演唱會全部開場，但因為新專輯製作時程關係 Crayon Pop 只同意了其中的13場。
4月1日發行單曲《Uh-ee》，MV中以紅頭巾白麻衣老土村姑般的韓服風裝扮在上流人士雲集的派對宴會廳中大跳異於常規滑稽逗趣的舞蹈，營造出令人噴飯的反差搞怪效果。由 DJ DOC 的金昌烈、Bumkey 和喜劇演員尹成浩客串演出，融合韓國流行演歌 ( Trot ) 的快節奏電子舞曲《Uh-ee》MV在 YouTube 發布一天內就破百萬的觀看數，也登上了 Billboard 網站首頁並受到高度關注。之後世越號事故發生，影響韓國藝能界並衝擊到 Crayon Pop 的宣傳活動。
6月26日至7月22日，在北美城市密爾瓦基、大西洋城、波士頓、蒙特婁、水牛城、多倫多、芝加哥 ...... 為 Lady Gaga 的巡迴演唱會「artRAVE: The ARTPOP Ball」每場演出約30分鐘的開場秀。
10月15日，成員 ChoA 和 Way 組成了 Crayon Pop 的首支子團組合草莓牛奶（韓語：딸기우유）並發行迷你專輯《The 1st. Mini Album》，當日於首爾江南區清潭洞 Ilji Art Hall 舉辦專輯發表會及演唱主打歌《OK》，其中歌曲概念、服裝、編舞和其他製作環節兩人皆有參與，Way 並寫了專輯另一首歌《알려주세요》（請告訴我）。

### 2015年
1月12日，成員 SoYul 和製作公司 Rainbowbridge Agency 合作，並於當日發表首支個人單曲《Y-Shirt》( Feat. 楊正模（Yang JeongMo）)，其他成員則友情客串以仙女的姿態出現在MV中，內容描述仙女們幫助女主角變為一名當紅襯衫設計師的故事。 3月27日 Crayon Pop 以化身為打擊惡魔的「運動服戰隊」形象發行了第2張迷你專輯《FM》( Field Manual 縮寫 )，主打歌是以科幻感電子合成樂揉合節奏感時尚流行舞曲的《FM》，有點無厘頭的歌詞，悠閒略帶性感的唱腔配上淡淡憂鬱色彩的流暢動感曲風；MV的基調則仿效日本特攝影視作品，由美少女五人組變身成超級戰隊對抗敵人，最終合體使出必殺技消滅大魔王拯救地球的經典懷舊劇情。
7月22日，Crayon Pop 與日本波麗佳音合作，正式在日本出道，第一首日文單曲《Rarirure》（ラリルレ）發行，MV屬可愛風格。
11月18日第二首日文單曲《Dancing All Night》發行，MV走甜美路線，並繼續在日本開展演藝活動。

### 2016年
1月13日，草莓牛奶發行單曲《니가 미워》（你好討厭）。
1月20日，Crayon Pop 首張日本專輯《CRAYON POP》與寫真集「pop in book」誕生，專輯收錄之前發行的日本單曲以及韓曲的日文版（主打歌為 We are Pirates!），隨後並在名古屋 SPADE BOX、神戶 VARIT、東京 SCIENCE HALL 舉辦巡迴演唱會：CRAYON POP 1st JAPAN TOUR 2016（1月29日至31日）；而記錄日本巡演影像、幕後成員採訪和其間生活度假花絮的DVD「crayon pop pop in japan」於3月16日推出（日本限定）。
8月24日，與墨西哥男團 CD9 合作的單曲《Get Dumb》發表，有英語版和西班牙語/韓語版（K-Mex），五人俏皮活潑身影亦見於MV中。
9月26日，Crayon Pop 發行了首張正規專輯《Evolution Pop Vol. 1》，以貝雷帽吊帶褲造型、Way 參與創作的歌曲《Vroom Vroom》作為專輯的第一波宣傳（無MV），其後是全員一色學生制服與俐落復古褲裝、融合流行club音樂及old school曲風、動感舞蹈散發青春洋溢氣息的主打歌《Doo Doom Chit》；兩天後舞台回歸首秀於 MBC 的 SHOW CHAMPION，並接續在 Arirang Simply K-POP、Mnet M Countdown 等節目中演出。
10月4日，新聞傳出成員 SoYul 最近檢查發現自身患有恐慌症，因此決定全面暫停演藝活動，積極接受治療，而 Crayon Pop 短時間內將以4人形式做宣傳。
11月29日，新聞傳出成員 SoYul 與男子團體 H.O.T. 隊長文熙俊結婚的消息。

### 2017年
2月1日媒體報導，Chrome Entertainment 發表聲明指出 Crayon Pop 的合約將於3月底到期，目前尚未就此事與團員們討論，續約與否將再與團員們商議決定後正式對外公布。
4月19日媒體報導，Chrome Entertainment 表示除了 Way 的合約至5月底，其他4人合約已於3月底到期，團員們已分別與可以實現其各自演藝夢想的娛樂經紀公司聯繫中，但在5月底之前公司仍將持續進行續約的談判。官方透露 ChoA 和 Way 已和一家音樂機構達成默契將追求其音樂劇演員夢，該機構目前擁有頂級男音樂劇演員擔任招牌明星，而 GeumMi 和 Ellin 都在計畫新的演藝活動，SoYul 仍處於休息狀態。
5月12日，已懷孕成員 SoYul 已於下午4點30分左右產出1女，母女均安。
5月27日，Crayon Pop 在台灣舉辦的第一屆金羽獎（Golden Feather Awards）頒獎典禮中表演了《Doo Doom Chit》及《Bar Bar Bar》，此前 Chrome 娛樂於13日表示迄今已確定的行程當中，金羽獎是 Crayon Pop 最後的官方行程，但就團體後續解散與否一事則尚無定論。
5月31日，Chrome 娛樂宣布與成員們簽訂一份有關音樂部份的合約，並談到經過深思熟慮及討論後成員們有共識及意願維持團體之名且一起活動，但有關主持演戲音樂劇等演藝事項則由團員個別規劃發展或交付其他經紀公司負責安排打理，團隊將以單飛但不解散的模式繼續存在。而生下1女的成員 SoYul 與 Chrome 娛樂的合約到期，最終選擇離開，Crayon Pop 未來僅以4人形式活動 。
9月26日，GeumMi 與經紀公司 Climix Entertainment 簽訂演員合約，並將她的藝名更改為宋寶藍（Song Boram，韓語：송보람）。

### 2020年
2月23日，新聞傳出成員 GeumMi 與同齡圈外企業家在首爾結婚的消息，同年8月30日生子；2022年5月25日次女誕生。
2019年6月至2020年8月間，SoYul、文熙俊與女兒熙燏（韓語：문희율，乳名 Jam Jam，韓語：잼잼）為韓國 KBS 真人實境綜藝節目《我的超人爸爸》（韓語：슈퍼맨이 돌아왔다；英語：The Return of Superman）第281集至第342集的固定班底，而除了 Ellin 之外其餘成員亦於2019年12月22日播出的第309集中客串演出。
10月8日首播的 MBN 綜藝節目《Miss Back》（韓語：미쓰백）SoYul 為出演歌手之一，並與 After School 前成員 Raina、WA$$UP 前成員 Nada 組成女團 Resonar（韓語：레소나），12月16日以單曲《Tantara》正式出道。
11月16日 JTBC 綜藝節目《Sing Again－無名歌手戰》（韓語：싱어게인 - 무명가수전）第一季首播，其中 ChoA 是第59號參賽者，賽制第一輪獨自表演爆紅代表作《Bar Bar Bar》，唱跳兼具引發評審們共鳴，也勾起在場人士的共同記憶：「百分之百知道這首歌！」、「如果你不知道，那你就是間諜！」。ChoA 之後挺進到第四輪的復活賽止步，最終成績為排名前15名。

### 2021年
12月25日，新聞傳出成員 ChoA 與大6歲圈外企業家在首爾結婚的消息。
目前成員們個別於 YouTube 經營的頻道為 Way 的 WayLand（2017年1月），Ellin 的 hiellin（2018年4月），ChoA 的 ChoaCity（2019年10月，現改名為 ChoaLife），SoYul 的 JAM2 HOUSE（2020年9月），內容涵蓋美妝保養、時尚穿搭、旅遊美食、休閒娛樂、生活話題、遊戲搞笑 ...... 等多元層面。如 Way 於2019年12月22日及27日上傳的 WayLand 影片中邀請到成員們閒談過往 Crayon Pop MV拍攝、街頭表演、音樂節目登台的心情感想與有趣回憶分享。

## 影視作品

### CPTV官方製作網路節目
| 年份          | 節目名稱             | 集數                                                                      |
| 2012年-2013年 | Crayon Pop TV 第一季 | 共10集。未包含2012年12月16日之線上試播版。正式第1集於2012年12月30日製播。 |
| 2013年-2014年 | Crayon Pop TV 第二季 | 目前播至第10集、外加一集「香港特輯」。                                    |

「Crayon Pop TV」是由經紀公司所獨立製作的網路線上節目，初期嘗試以線上直播方式與歌迷即時互動並以聊天形式來錄製節目，讓歌迷更瞭解 Crayon Pop。接著又加入以記錄團員生活、街頭突擊表演、成長學習、玩樂趣事、通告行程時的幕後花絮等紀錄，有時亦會由團員自行手持DV掌鏡拍攝。每集均會上傳至經紀公司所開設的官方 Youtube 帳號內供歌迷們收看。該節目的製播為時下韓國藝人經紀公司少見之創舉，不同於電視、電台等傳統形式的媒體管道進而改以網路方式來和歌迷接觸分享。

### 電視節目
| 年份           | 電視台 / 節目名稱                          | 集數   |
| 2013年         | MBC / Crayon Pop五顏六色成長日記           | 共3集  |
| 2013年         | KBS / 野生的發現(힐링투어 야생의 발견)     | 共2集  |
| 2013年11月26日 | QTV / 殷熙商談所                           | 第1集  |
| 2014年         | MBC / 藝人住我家2(우리집에 연예인이 산다2) | 共2集  |
| 2015年4月27日  | KBS / ya man TV                            | 第15集 |
| 2016年         | SBS / 你的禮物(way)                        | 第73集 |

### 音樂錄影带
| 發佈日期       | 歌曲名稱                                | 參與成員                                           |
| 2012年2月      | 《Bing Bing》                           | Hurricane Pop                                      |
| 2012年7月18日  | 《Saturday Night/CG Ver.》              | Crayon Pop                                         |
| 2012年7月23日  | 《Bing Bing》                           | Crayon Pop                                         |
| 2012年7月24日  | 《Saturday Night/Japanese ver.》        | Crayon Pop                                         |
| 2013年3月23日  | 《1,2,3,4 / Japanese ver.》             | Crayon Pop                                         |
| 2013年6月13日  | 《Bar Bar Bar/Story Ver.》              | Crayon Pop                                         |
| 2013年6月23日  | 《Bar Bar Bar》                         | Crayon Pop                                         |
| 2013年8月15日  | 《Attraction(BUMKEY)feat. Dynamic Duo》 | Ellin                                              |
| 2013年8月30日  | 《Itaewon Freedom / UV》                | Crayon Pop                                         |
| 2013年9月9日   | 《Bar Bar Bar /(Global Version) 2.0》   | Crayon Pop                                         |
| 2013年9月27日  | 《Dancing Queen /(Global Version) 2.0》 | Crayon Pop                                         |
| 2013年11月25日 | 《Lonely Christmas》                    | Crayon Pop                                         |
| 2014年1月7日   | 《Beyond the Ocean》(K-MUCH)            | Ellin                                              |
| 2014年1月29日  | 《HERO》                                | 金長勛(金章勳)、Crayon Pop                         |
| 2014年4月1日   | 《Uh-ee》                               | Crayon Pop、Bumkey、金昌烈(DJ DOC)、尹成浩、K-Much |
| 2014年10月14日 | 《OK》 (오케이)                         | Strawberry Milk                                    |
| 2015年3月27日  | 《FM》                                  | Crayon Pop                                         |
| 2015年3月27日  | 《HaPaTakA》(하파타카)                  | Crayon Pop                                         |
| 2015年3月27日  | 《1,2,3,4 / Korean ver.》               | Crayon Pop                                         |
| 2015年11月9日  | 《Dancing All Night.》                  | Crayon Pop                                         |
| 2016年         | 《Doo Doom Chit》                       | Crayon Pop                                         |

### 微電影
| 年分   | 名稱                                        | 參與成員                                         | 拍攝地     | 開拍日期      |
| 2012年 | 《咖哩校園》                                | Hurricane Pop(SeRang、GumMi、Ellin、ChoA、SoYul) | 中國、杭州 | 2012年1月11日 |
| 2014年 | 韓國産業安全保健公團 網絡劇《6人室》(6인실) | GeumMi                                           | 韓國       | 2014年10月    |

## 作品

### 電台
| 日期           | 電台名稱               | 參與成員    |
| 2012年8月5日   | MBC 神童的深深打破     | Crayon Pop  |
| 2012年8月18日  | MBC 神童的深深打破     | ChoA、SoYul |
| 2012年11月14日 | MBC 神童的深深打破     | Crayon Pop  |
| 2012年11月22日 | MBC 神童的深深打破     | Ellin       |
| 2013年2月17日  | SBS Boom'sYoung Street | Crayon Pop  |
| 2013年3月10日  | MBC 神童的深深打破     | Crayon Pop  |
| 2013年8月1日   | 阿里郎电台             | Crayon Pop  |
| 2013年12月13日 | MBC 神童的深深打破     | Crayon Pop  |
| 2014年4月4日   | MBC 神童的深深打破     | Crayon Pop  |

### 廣告代言
| 日期           | 廣告名稱                         | 參與成員   |
| 2013年6月15日  | NEXON [艾爾之光]                 | Crayon Pop |
| 2013年7月25日  | netmarble [全民大富翁]           | Crayon Pop |
| 2013年8月15日  | eBay Korea [Auction競標購物網站] | Crayon Pop |
| 2013年10月3日  | Caffe Bene咖啡廳                 | Crayon Pop |
| 2014年5月10日  | 韓國護膚化妝品 Mizon             | Crayon Pop |
| 2014年5月29日  | 化妝品牌 COSON                   | Crayon Pop |
| 2015年4月1日   | NEXON [艾爾之光]                 | Crayon Pop |
| 2015年7月7日   | 妖怪手錶動畫電影(廣告歌)         | Crayon Pop |
| 2015年7月9日   | monomola化妝品                   | Crayon Pop |
| 2015年10月11日 | LAMY real化妝品                  | Crayon Pop |
| 2016年11月17日 | 清除田飮品(廣告歌)               | ChoA       |
| 2017年1月18日  | 韓國購物網站SFUNBOX              | SoYul      |
| 2017年9月4日   | Finnq應用程式                    | Way        |
| 2017年10月18日 | TOAST MAGAZINE                   | GeumMi     |

### 寫真書
| 發行日期      | 名稱                          |
| 2014年2月4日  | 《 CRAYON POP IN AUSTRALIA 》 |
| 2016年1月20日 | 《 pop in book 》             |

## 音樂作品

### 正規專輯
| 專輯 | 專輯資料                                                                       | 曲目 |
| 1st  | 《Evolution Pop Vol. 1》 - 發行日期：2016年9月26日 - 語言：韓語 - 銷量：3,304+ | 曲目 CD1 1. Vroom Vroom 2. Too Much 3. Doo Doom Chit 4. Boogie Woogie 5. Tonight 6. Get It Here 7. Sketch Book 8. Love Couple (feat.The Zoo) 9. Vroom Vroom (inst.) 10. Doo Doom Chit (inst.) CD2 1. Bar Bar Bar 2. Uh-ee 3. Dancing Queen 2.0 4. Bing Bing 5. FM 6. Saturday Night 7. Hello |

### 迷你專輯
| 專輯 | 專輯資料                                                             | 曲目 |
| 1st  | 《CRAYON POP 1st MINI ALBUM》 - 發行日期：2012年7月18日 - 語言：韓語 | 曲目 1. Bing Bing 2. Saturday Night 3. Bing Bing(Inst.) 4. Saturday Night(Inst.) 5. Saturday Night(Dubstep Mix) |
| 2nd  | 《CRAYON POP 2nd Mini Album》 - 發行日期：2015年3月27日 - 語言：韓語 | 曲目 1. FM 2. HaPaTakA 3. 1,2,3,4 (KR Ver.) 4. FM(Inst.) 5. HaPaTakA(Inst.) 6. 1,2,3,4 (KR Ver.)(Inst.)         |

### 數位單曲
| 單曲 | 單曲資料                                                  | 曲目                                                                                            |
| 1st  | 《Dancing Queen》 - 發行日期：2012年10月24日 - 語言：韓語 | 曲目 1. Dancing Queen 2. Bing Bing(remix Mastering) 3. Dancing Queen(Inst.) 4. Bing Bing(Inst.) |

### 單曲
| 單曲 | 單曲資料                                                                                             | 曲目                                                |
| 1st  | 《Bar Bar Bar》 - 發行日期：2013年6月20日 - 語言：韓語 - 銷量：4,091+                                | 曲目 1. Bar Bar Bar 2. Bar Bar Bar(Inst.)           |
| 2nd  | 《Lonely Christmas》 - 發行日期：2013年11月26日 - 語言：韓語 - 銷量：4,770+                          | 曲目 1. Lonely Christmas 2. Lonely Christmas(Inst.) |
| 3rd  | 《Uh-ee》 - 發行日期：2014年4月1日 - 語言：韓語 - 銷量：5,286+                                       | 曲目 1. Uh-ee 2. Uh-ee(Inst.)                       |
| 4th  | 《KBS 2TV 月火電視劇 'Trot的戀人' OST Part 1》 - 發行日期：2014年6月25日 - 語言：韓語 - 銷量：1,000+ | 曲目 1. Hey Mister 2. Hey Mister (Inst.)            |
| 5th  | 《뭐해 (做甚麼)》 - 發行日期：2015年5月4日 - 語言：韓語                                              | 曲目 1. 뭐해 (Feat. 로빈)                           |

### 公益單曲
| 單曲 | 單曲資料                                       | 曲目                        |
| 1st  | 《HERO》 - 發行日期：2014年2月5日 - 語言：韓語 | 曲目 1. HERO 2. HERO(Inst.) |

### 迷你專輯
| 專輯 | 專輯資料                                                                               | 曲目 |
| 1st  | 《THE STREETS GO DISCO》 - 發行日期：2013年9月27日 - 語言：韓語 - 銷量：9000+          | 曲目 1. Bar Bar Bar (Global Version) 2. Dancing Queen (New Version) 3. Dancing Queen (Bridge Edit Version) 4. Saturday night (New Version) 5. Saturday night (Bridge Edit Version) 6. Bing Bing (New Version) 7. Bing Bing (Bridge Edit Version) |
| -    | 日本發行迷你專輯《POP! POP! POP!》［CD + DVD］ - 發行日期：2014年11月19日 - 語言：韓語 | 曲目 [CD] 1. BBYONG SONG 2. Saturday Night 3. BING BING 4. Dancing Queen 5. BAR BAR BAR 6. BAR BAR BAR（EDM.ver） 7. Uh-ee 8. Uh-ee（EDM.ver） [DVD] 1. SATURDAY NIGHT 2. BING BING 3. DANCING QUEEN 2.0 4. BAR BAR BAR 5. Uh-ee                 |
| 2nd  | 《FM》 - 發行日期：2015年3月27日 - 語言：韓語 - 銷量：5,521+                           | 曲目 1. FM 2. 하파타카 (Ha Pa Ta Ka) 3. 1,2,3,4 4. FM (Inst.) 5. 하파타카 (Inst.) 6. 1,2,3,4 (Inst.) |

### 日文單曲
| 單曲 | 單曲資料                                                      | 曲目 |
| 1st  | 《Larilly》 - 發行日期：2015年7月22日 - 語言：日語            | 初回生產限定盤 [CD收錄內容] 1. ラリルレ 2. BAR BAR BAR(Japanese Ver.) 3. ラリルレ(Inst.) 4. BAR BAR BAR(Japanese Ver.)(Inst.) [DVD收錄內容] 1. ラリルレ Music Video 2. ラリルレ Music Video ＆ Cover “Making” [初回生産分封入特典] 1. “发行纪念活动·会员个人更换夹克发放会议参加券（1件随机出5种） 2. 随机密封的“一张现票” 3. 原始交易卡（6种类型中随机选择1张※图片与“常规板”相同） [CD收錄內容] 1. ラリルレ 2. BAR BAR BAR(Japanese Ver.) 3. ラリルレ(Inst.) 4. BAR BAR BAR(Japanese Ver.)(Inst.) [初回生産分封入特典] 1. “发行纪念活动·同时握手参加券”1张 2. 原始交易卡（6种类型中随机选择的1张※图片与“特别版”相同） |
| 2nd  | 《Dancing All Night》 - 發行日期：2015年11月18日 - 語言：日語 | 初回生產限定盤 [CD收錄內容] 1. Dancing All Night 2. Uh-ee(Japanese Ver.) 3. Dancing All Night(Inst.) 4. Uh-ee(Japanese Ver.)(Inst.) [DVD收錄內容] 1. Dancing All Night Music Video 2. Dancing All Night Music Video ＆ Cover“making” [封入特典] 1. 发布纪念活动·2拍摄照片会参加券（1件随机包括在所有5种类型中） 2. 原始交易卡（随机包含6种类型中的1种） [CD收錄內容] 1. Dancing All Night 2. Uh-ee(Japanese Ver.) 3. Dancing All Night(Inst.) 4. Uh-ee(Japanese Ver.)(Inst.) [初回生産分封入特典] 1. 发行纪念活动·同时握手参加券 2. 原始交易卡（随机包含6种类型中的1种）                                               |

## 演唱會
- 韓國迷你售票演唱會（Crayon Pop Mini Live）

| 日期          | 演唱會站次 | 舉行地點                 |
| 2013年7月27日 | 首爾站     | 韓國 首爾三成洞Bear Hall |

- Crayon Pop首次個人演唱會（Crayon Pop1st POPCON IN SEOUL）

| 日期           | 演唱會站次 | 舉行地點                              |
| 2013年10月30日 | 首爾站     | 韓國 首爾麻浦區上岩洞Nuridream Square |

- Crayon Pop第二次個人演唱會（Crayon Pop 2nd POPCON IN TOKYO）

| 日期           | 演唱會站次 | 舉行地點                  |
| 2013年11月15日 | 東京站     | 日本 Zepp Divercity Tokyo |

- 金章勳 x Crayon Pop 守護119愛的公益演唱會（大韓民國消防員應援公益計畫 Free CONCERT）

| 日期          | 演唱會站次 | 舉行地點                         |
| 2014年2月16日 | 京畿道站   | 韓國 京畿道水原市 亞洲大學體育館 |

- 2014 CRAYON POP FANS MEETING IN HONG KONG

| 日期          | 演唱會站次 | 舉行地點                |
| 2014年3月23日 | 香港站     | 香港 九龍灣國際展貿中心 |

- 2014 Crayon Pop 1'st mini live in Taipei

| 日期          | 演唱會站次 | 舉行地點                         |
| 2014年8月24日 | 台灣站     | 台灣 台北市 國際會議中心（TICC） |

- Crayon Pop參加的其他演唱會或典禮邀演

| 日期                         | 演唱會名稱/典禮活動名稱                                | 舉行地點                    |
| 2012年5月19日                | 國際和平生命演唱會                                     | 韓國 春川松岩體育城主競技場 |
| 2013年8月24-25日             | 2013 KCON《M!Countdown What's Up LA》演唱會            | 美國 洛杉磯紀念體育場       |
| 2013年10月6日                | 2013 慶州韓流夢想演唱會（Dream Concert）               | 韓國 慶州市民運動場         |
| 2013年11月22日               | 2013 Mnet Asian Music Awards（Mnet亞洲音樂大獎）       | 香港 亞洲國際博覽館         |
| 2014年2月1日                 | JTV實現理想的演唱會（JTV Achieve The Desired Concert） | 韓國                        |
| 2014年2月14日                | 2014 元宵喜樂會（湖南衛視）                            | 中國 湖南長沙               |
| 2014年3月22日                | 2014 韓國歌謠盛典(SIMPLY KPOP TOUR 2014 IN ShangHai)   | 上海 梅赛德斯-奔驰文化中心  |
| 2014年6月21日                | Chrome家族Concert                                      | 韓國                        |
| 2014年6月25日至2014年7月24日 | Lady Gaga artRAVE: The ARTPOP Ball 巡迴演唱會          | 美國、加拿大                |
| 2014年8月23日                | 携手三星助威亞運演唱會                                 | 韓國                        |
| 2014年9月28日                | 慶州韓流演唱會                                         | 韓國 慶州                   |
| 2014年10月5日                | 2014 MBC北京鳥巢演唱會                                 | 北京 國家體育場             |
| 2015年4月25日                | 金浦和平演唱會                                         | 韓國 金浦                   |
| 2015年5月1日                 | Buan Mashil演唱會                                      | 韓國                        |
| 2015年5月4日                 | U節演唱會                                              | 韓國                        |
| 2015年5月10日                | 馬拉松慶祝演唱會                                       | 韓國                        |
| 2015年5月15日                | 釜山海事大學演唱會                                     | 韓國                        |
| 2015年5月22日                | 南原春演唱會                                           | 韓國                        |
| 2015年5月23日                | KOCAF演唱會                                            | 韓國                        |
| 2015年5月24日                | kbsK-pop公開演唱會                                     | 韓國                        |
| 2015年7月18日                | 湖南經視二十周年經視步步高巨星演唱會                   | 中國                        |
| 2015年8月22日                | 善良演唱會                                             | 韓國                        |
| 2015年8月30日                | 大田超級演唱會                                         | 韓國                        |
| 2015年9月12日                | 達桑文化節慶祝表演                                     | 韓國                        |
| 2015年9月13日                | 2015年MBC THE BLUE音樂演唱會                           | 韓國                        |
| 2015年10月2日                | HEALING演唱會                                          | 韓國                        |
| 2015年10月10日               | 邦頓原聲演唱會                                         | 韓國                        |
| 2015年12月17日               | KT齒輪賽車演唱會                                       | 韓國                        |
| 2016年1月8日                 | K-Force Special Show                                   | 韓國                        |
| 2016年1月9日                 | Phoenix_Park安全宣傳演唱會                             | 韓國                        |
| 2016年4月29日                | 慶南都會運動演唱會                                     | 韓國                        |
| 2016年5月4日                 | 仁川國際機場K-Poppin音樂會                             | 韓國                        |
| 2016年8月7日                 | 山海節第12屆音樂節表演會                               | 韓國                        |
| 2016年10月1日                | 千葉日禮儀式演唱會                                     | 韓國                        |
| 2016年11月4日                | 營節日演唱會                                           | 韓國                        |
| 2017年5月27日                | 金羽獎頒獎典禮Golden Feather Awards                    | 台灣                        |

## 獎項

### 大型頒獎禮獎項
| 年份 | 獎項 |
| ---- | --- |
| 2013 | - 第5屆甜瓜音樂獎 - Hot Trend獎 - 第15屆Mnet亞洲音樂大獎 (MAMA) - 最佳新人組合獎 - 第1屆夏威夷國際音樂節 - 最佳新人獎 - 第6屆亞洲時尚偶像獎 - SIA偶像新星賞 - 第3屆韓國文化獎 - 韓流目標獎 - 第21屆韓國文化娛樂獎 - K-Pop部門Top10歌手獎 - KBS年末歌謠大慶典- 年度歌手獎 |
| 2014 | - 第28屆韓國金唱片大賞 - 音源部門新人賞 - 第3屆Gaon Chart K-POP Awards - Hot Trend獎 - 第23屆首爾歌謠大賞 - 新人賞 - 第9屆亞洲模特獎 - 新人歌手獎 |
| 2016 | - 帕科音樂IKMA - 最佳女團體獎 - 藝術文化娛樂獎 - 目標獎 |

#### 主要音樂節目榜單排名
| 主打歌曲排名成績                                      | 主打歌曲排名成績            | 主打歌曲排名成績      | 主打歌曲排名成績    | 主打歌曲排名成績       | 主打歌曲排名成績 | 主打歌曲排名成績            | 主打歌曲排名成績     | 主打歌曲排名成績                |
| 專輯                                                  | 歌曲                        | Mnet 《M! Countdown》 | KBS2 《Music Bank》 | MBC 《Show! 音樂中心》 | SBS 《人氣歌謠》 | MBC MUSIC 《Show Champion》 | SBS MTV 《THE SHOW》 | 備註                            |
| 2012年                                                | 2012年                      | 2012年                | 2012年              | 2012年                 | 2012年           | 2012年                      | 2012年               | 2012年                          |
| ----------------------------------------------------- | --------------------------- | --------------------- | ------------------- | ---------------------- | ---------------- | --------------------------- | -------------------- | ------------------------------- |
| CRAYON POP 1st MINI ALBUM                             | Saturday Night              | 36                    | /                   |                        |                  |                             |                      | 出道                            |
| 無專輯單曲                                            | Dancing Queen               | /                     | /                   |                        |                  |                             |                      |                                 |
| 2013年                                                |                             |                       |                     |                        |                  |                             |                      |                                 |
| 無專輯單曲                                            | Bing Bing (remix Mastering) | 25                    | /                   |                        |                  |                             |                      | 以後續曲回歸                    |
| 無專輯單曲                                            | Bar Bar Bar                 | 2                     | 1                   | 3                      | 2                | 3                           |                      | 第一首冠軍歌曲                  |
| 無專輯單曲                                            | Lonely Christmas            | 4                     | 4                   | 8                      | 3                | 4                           |                      |                                 |
| 2014年                                                |                             |                       |                     |                        |                  |                             |                      |                                 |
| Uh-ee                                                 | Uh-ee                       | 3                     | 3                   | 5                      | 4                |                             |                      |                                 |
| Jackpot                                               | OK                          | 11                    | 41                  | /                      | 14               | /                           |                      | 以Strawberry Milk(子團)名義發行 |
| 2015年                                                |                             |                       |                     |                        |                  |                             |                      |                                 |
| FM                                                    | FM                          | 10                    | 39                  | 28                     | 26               |                             |                      |                                 |
| 無專輯單曲                                            | Y-Shirt                     | /                     | /                   | /                      | /                | /                           |                      | 以soyul名義發行                 |
| 2016年                                                |                             |                       |                     |                        |                  |                             |                      |                                 |
| Crayon pop Evolution Vol 1                            | Doo Doom Chit               | 6                     | /                   |                        | /                | /                           | /                    |                                 |
| - 「*」：打榜中 \| - 「 」：該段時期未有設立排行榜 \| |                             |                       |                     |                        |                  |                             |                      |                                 |
| - 「 」：該段時期未有設立排行榜                       |                             |                       |                     |                        |                  |                             |                      |                                 |

| 各台冠軍歌總數 | 各台冠軍歌總數 | 各台冠軍歌總數 | 各台冠軍歌總數 | 各台冠軍歌總數 | 各台冠軍歌總數 |
| -------------- | -------------- | -------------- | -------------- | -------------- | -------------- |
| MNET           | KBS            | MBC            | SBS            | MBC MUSIC      | SBS MTV        |
| 0              | 1              | 0              | 0              | 0              | 0              |
| 一位總數：1    |                |                |                |                |                |

### 音樂節目獎項
| 年份   | 日期     | 電視台 | 節目名稱   | 獲獎歌曲    | 排名          |
| ------ | -------- | ------ | ---------- | ----------- | ------------- |
| 2013年 | 8月30日  | KBS    | Music Bank | Bar Bar Bar | 1位           |
| 2013年 | 12月20日 | KBS    | Music Bank | Bar Bar Bar | 年度結算: 2位 |

## 爭議
1. Crayon Pop 自走紅後受到部分媒體及網友關注，指稱其風格有抄襲日本女子偶像組合桃色幸運草Z之嫌。2013年8月至11月，Crayon Pop 被媒体指出其模仿桃草的服裝引起了争议，包括《Bar Bar Bar》的頭盔概念與顏色識別構想，以及《Lonely Christmas》定裝照的聖誕樹服裝造型和歌曲前奏部分。經紀公司 Chrome Entertainment 則發表聲明強調偶像組合的形象如同生命般，Crayon pop 一路歷經街頭表演等困難至今受到粉絲關心愛護，此時公司不會做出剽竊炒作毀損形象、以負面新聞為宣傳手法的事。
2. Crayon Pop 被指疑似在 High One 首爾歌謠大賞典禮結束後，眾家明星齊聚簇擁著拍大合照時，因為鏡頭錯位的關係，Way 被影射推了前輩少女時代的Sunny，新聞一出鬧得沸沸揚揚，有人批評也有人反駁，而後經紀公司 Chrome Entertainment 發表聲明，表示當時狀況是  Ellin 抓住 Way 的手，把 Way 拉到自己這裡，並沒有推 Sunny，網路上的照片純屬鏡頭畫面錯位所致。
3.雖然 SoYul 於合約到期後離開 Chrome 娛樂，公司亦表示團體僅剩4人組合，但之後包括她本人及其他4名成員都從未對外宣稱 SoYul 已退團，公司也聲明 Crayon Pop 並未解散且成員們後續在演藝圈活動時皆可自由使用團體名稱與個別藝名，無約狀態下 Chrome 娛樂實際上並未擁有團名的所有權（前 Chrome 娛樂旗下團體 ZAN ZAN 約滿帶團名離開轉投經紀公司亦同理），2022年9月23日更新後的公司網站相較之前大幅削減 Crayon Pop 相關資料和影音內容似乎再次證明人事改組後的 Chrome 娛樂無 Crayon Pop 的專屬擁有權，自無權力決定 SoYul 退團與否，之前單方面發表 SoYul 離團的聲明僅屬公司立場，而非 SoYul 意願。 SoYul 於 Way 的 WayLand 頻道中亦自我介紹是 " Crayon Pop 的忙內（老么） SoYul "。

## 外部連結
- 官方网站  
- Crayon Pop的Facebook專頁 
- Crayon Pop的X（前Twitter） 
- Crayon Pop的Instagram帳戶 
- Crayon Pop（页面存档备份，存于）在naver的部落格 
- YouTube上的Crayon Pop頻道 

韓國官方歌迷會
- Crayon Pop 官方歌迷Cafe 「Sketchbook」（页面存档备份，存于）